# Vincenzo Turturro
Vincenzo Turturro (Bisceglie, 7 de outubro de 1978) é um diplomata e prelado italiano da Igreja Católica pertencente ao serviço diplomático da Santa Sé.

## Biografia
Turturro recebeu a ordenação presbiteral em 31 de outubro de 2003, incardinando-se na Diocese de Molfetta. Obteve a Licenciatura em Teologia Dogmática em 2006, com especialização em Antropologia Teológica, pela Faculdade de Teologia da Apúlia. Em 2006 iniciou seus estudos em Roma, na Pontifícia Academia Eclesiástica. Em 2009, obteve seu doutorado em Teologia Dogmática, com ênfase em Eclesiologia, pela Pontifícia Universidade Lateranense, com uma tese sobre comunhão e sinodalidade na Igreja. Na mesma universidade, em 2011, obteve a licença em Direito Canônico.
Ingressou no serviço diplomático da Santa Sé em 1 de julho de 2009 e posteriormente trabalhou nas representações papais no Zimbábue, Nicarágua e Argentina. Foi finalmente transferido para a Seção de Relações com Estados e Organizações Internacionais da Secretaria de Estado. Desde 2019, Monsenhor Turturro acompanhava de perto o trabalho do Secretário de Estado do Vaticano, Cardeal Parolin, como seu secretário pessoal. É fluente, além do italiano nativo, em inglês e espanhol.
Em 31 de janeiro de 2024, o Papa Francisco o nomeou como núncio apostólico no Paraguai, dando a dignidade de arcebispo titular de Ravello. Recebeu a ordenação episcopal em 9 de março seguinte, na Basílica de São Pedro, do Cardeal Secretário de Estado Pietro Parolin, coadjuvado pelo Papa Francisco, por Paul Richard Gallagher, Secretário para as Relações com os Estados, e por Domenico Cornacchia, bispo de Molfetta-Ruvo-Giovinazzo-Terlizzi.